# Richard Dysart
Richard Dysart (Boston, Massachusetts; 30 de marzo de 1929-Santa Mónica, California; 5 de abril de 2015) fue un actor estadounidense principalmente conocido por su participación en la serie L.A. Law desde 1986 hasta 1994, por la que recibió cuatro nominaciones consecutivas en los Premios Emmy y que obtuvo en 1992.

## Biografía
Richard Dysart nació en Boston, Massachussetts en 1929. Era hijo de Alice y Douglas Dysart, un pediatra. Fue criado entre Skowhegan y Augusta, en el estado de Maine. Estudió en la Academia Gould en Bethel (Maine). Con el alentamiento de su madre, Dysart actuó en un teatro de verano en Lakewood Theater, cerca de Skowhegan. También trabajó en una estación de radio. 
Obtuvo el bachiller y máster en comunicación del Emmerson College en Boston, aunque su educación fue interrumpida para prestar servicio militar durante cuatro años en la Guerra de Corea. En Emerson, actuó en teatro, y fue un secretario estudiantil y vicepresidente de su clase. Fue hermano en la fraternidad Phi Alpha Tau. También estudió en la Universidad de George Washington. Regresó por su máster muchos años después, terminándola en 1981. 
Tras su larga trayectoria como actor, Dysart recibió un Premio Drama Desk en 1972 y un Emmy en 1992.
Dysart estuvo casado tres veces. Las dos primeras terminaron en divorcio. Contrajo matrimonio por tercera vez con Kathryn Jacobi, con quien permaneció desde 1987 hasta su muerte. No tuvo hijos, pero tuvo un hijastro de su tercera esposa y dos nietos de éste. 
Dysart falleció en su residencia de Santa Mónica, California el 5  de abril de 2015 tras varios años de lucha contra el cáncer. Tenía ochenta y seis años.

## Filmografía seleccionada
- Amores con un extraño (1963) - Contador (no acreditado)
- Petulia (1968) - Recepcionista del motel
- The Lost Man (1969) - Barnes
- The Sporting Club (1971) - Spengler
- The Hospital (1971) - Dr. Welbeck
- All In The Family (1972) - Russ DeKuyper
- The Autobiography of Miss Jane Pittman (1974, película para televisión) - Master Bryant
- The Terminal Man (1974) - Dr. John Ellis
- The Crazy World of Julius Vrooder (1974) - Sacerdote
- Como plaga de langosta (1975) - Claude Estee
- The Hindenburg (1975) - Capitán Ernst Lehman
- It Happened One Christmas (1977, película para televisión) - Peter Bailey
- An Enemy of the People (1978) - Aslaksen
- Prophecy (1979) - Isely
- Meteoro (1979) - Secretario de Defensa
- Being There (1979) - Dr. Robert Allenby
- Bitter Harvest (1981) - Dr. Morton Freeman
- The Thing (1982) - Dr. Copper
- Missing Children: A Mother's Story (1982, película para televisión) - Hunter Burgess
- The Falcon and the Snowman (1985) - Dr. Lee
- Máscara (1985) - Abe
- Malice in Wonderland (1985, película para televisión) - Louis B. Mayer
- El jinete pálido (1985) - Coy LaHood
- Warning Sign (1985) - Dr. Nielsen
- Blood & Orchids (1986, película para televisión) - Harvey Koster
- Castle in the Sky (1986) - Tío Pom (versión inglesa, voz)
- The Last Days of Patton (1986, película para televisión) - General Dwight D. Eisenhower
- Wall Street (1987) - Cromwell
- Day One (1989, película para televisión) - Presidente Harry S. Truman
- War and Remembrance (1989, miniserie) - Presidente Harry S. Truman
- Back to the Future Part III (1990)
- Panther (1995) - J. Edgar Hoover
- Truman (1995, película para televisión) - Henry L. Stimson
- Hard Rain (1998) - Henry Sears
- Todd McFarlane's Spawn 2 (1998) - Cogliostro (voz)
- Todd McFarlane's Spawn 3: The Ultimate Battle (1999) - Cogliostro (voz)
- L.A. Law: The Movie (2002, película para televisión) - Leland McKenzie
- Proteus (2004, Documental) - Marino anciano (voz)